# Stefan Raab

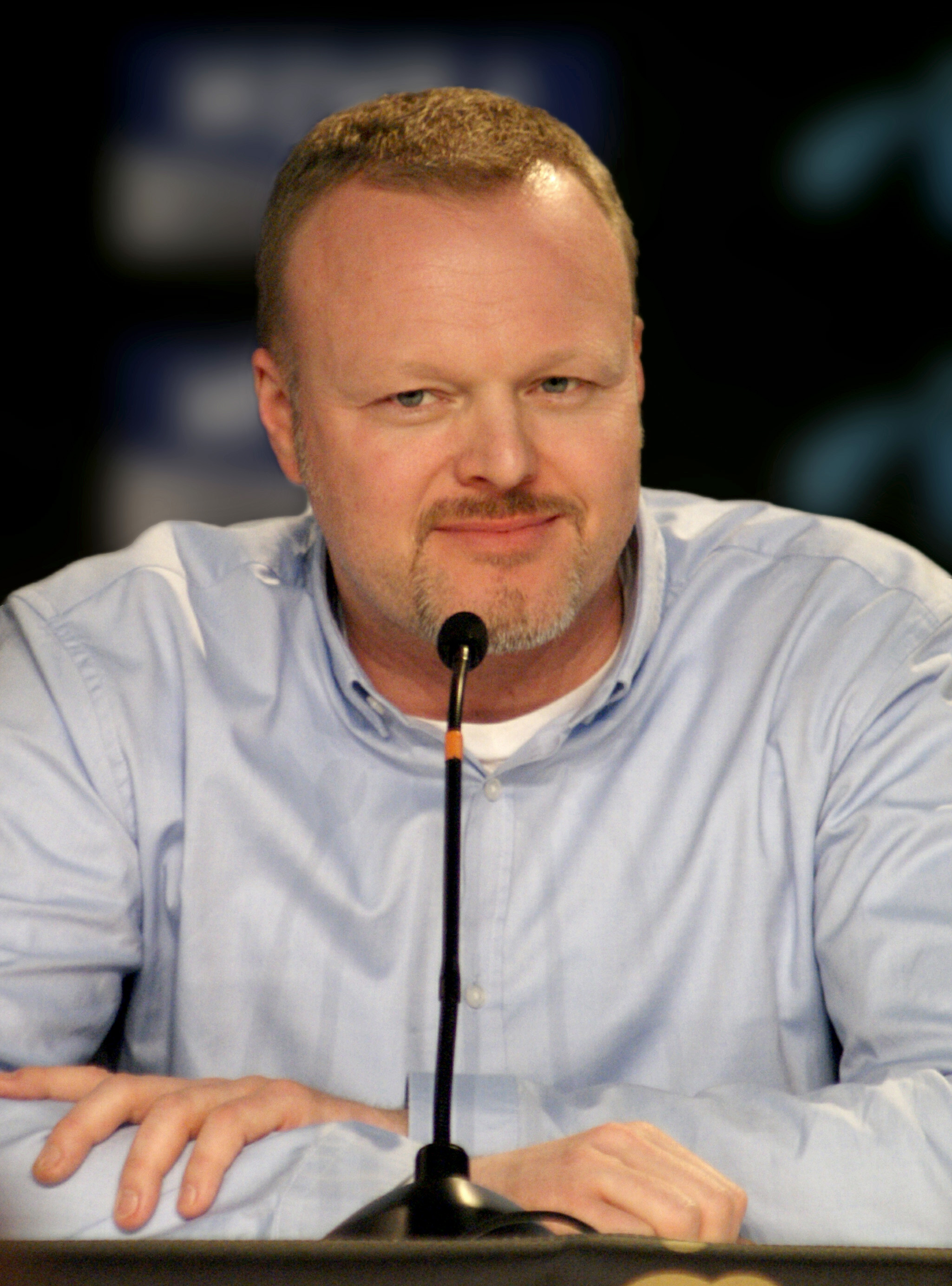
Stefan Raab, 2010

Stefan Konrad Raab (* 20. Oktober 1966 in Köln) ist ein deutscher Entertainer, Fernseh- und Musikproduzent sowie Komponist, Musiker, Fernsehmoderator und Unternehmer. Er wurde ab 1993 als Moderator der Comedy-Musiksendung Vivasion bekannt. 1999 wechselte er zu ProSieben und entwickelte mit seiner Produktionsfirma RaabTV zahlreiche Unterhaltungsformate. Von 1999 bis 2015 präsentierte er als Moderator die Late-Night-Show TV total. Zwischen 1998 und 2012 sowie 2025 produzierte er mehrere deutsche Beiträge für den Eurovision Song Contest. Im Jahr 2000 trat er dort mit dem von ihm geschriebenen Lied Wadde hadde dudde da? als Sänger auf und belegte den fünften Platz.
Er ist der Entdecker und Förderer der Musiker Max Mutzke, Stefanie Heinzmann und Lena Meyer-Landrut sowie des Moderators Elton. Raab gilt als einer der erfolgreichsten Entertainer der 1990er und 2000er Jahre. Im Dezember 2015 zog er sich rund neun Jahre von der Arbeit vor der Kamera zurück, ehe er 2024 beim Sender RTL wieder ins Showgeschäft zurückkehrte und bis Juni 2025 die Show Du gewinnst hier nicht die Million moderierte. Für Herbst 2025 ist eine neue wöchentliche Show mit Raab angekündigt.

## Leben
Stefan Raab wurde 1966 in Köln geboren und wuchs zusammen mit einer Schwester im Stadtteil Sülz auf, wo seine Eltern unter Inhaberschaft seines Vaters eine Metzgerei betrieben. In seiner Schulzeit war er Ministrant. Nach eigener Aussage bekam er in der 6. Klasse von seinem Vater als erstes Instrument ein Schlagzeug geschenkt und spielte danach in verschiedenen Schülerbands, unter anderem bei der dreiköpfigen Gruppe Black Mollys. Zusätzlich brachte er sich autodidaktisch das Spielen weiterer Musikinstrumente bei.
Nach dem Abitur 1986 am Aloisiuskolleg in Bonn-Bad Godesberg leistete er bis 1987 seinen Grundwehrdienst in der Flugbereitschaft BMVg in der Luftwaffenkaserne Wahn in Köln-Wahn. Anschließend studierte er fünf Semester Rechtswissenschaft. Parallel dazu absolvierte er eine Metzgerlehre im elterlichen Betrieb, die er im Juni 1990 als Bezirksbester der Handwerkskammer zu Köln mit der Gesellenprüfung abschloss.
Raab lebt im Kölner Stadtteil Hahnwald und hat mit seiner Lebensgefährtin zwei Töchter (* 2004 und 2006). Weitere Informationen aus dem Privatleben Raabs sind nicht bekannt, da er dieses während seiner Fernsehkarriere konsequent von der Öffentlichkeit abschirmte und etwaige Berichterstattungen über den Medienanwalt Heiko Klatt juristisch untersagte.

## Karriere

### Die ersten Jahre im Unterhaltungsgeschäft (1990–1998)
Raab machte sich 1990 als Produzent von Werbejingles selbstständig; er erstellte Jingles und Spots für das ARD-Morgenmagazin, die Talkshows Bärbel Schäfer und Veronas Welt sowie für die Zahnpasta Blend-a-med. Außerdem produzierte er Musik unter anderem für Bürger Lars Dietrich, Die Prinzen und das RIAS-Rundfunkorchester. Raab betreibt einen eigenen Musikverlag, den Roof Groove Musikverlag Stefan Raab, der die Rechte seiner musikalischen Werke verwaltet. Der Name spielt auf den Ort des ersten Studios an, das sich in seiner Dachgeschosswohnung befand. Veröffentlicht wird unter dem Musiklabel RARE (= Raab Records). Ebenfalls 1990 erschien Raabs erstes Album The Best of Schäng and the Gäng Vol. 3, an dem der Jazz-Trompeter Till Brönner mitwirkte, 1993 folgte das Album Get Ready.
Im November 1993 bot Raab dem Musikfernsehsender VIVA selbstentworfene Programmjingles an. Nach einem Casting wurde ihm die Moderation der Sendung Vivasion angeboten, die er von Dezember 1993 bis Dezember 1998 moderierte. Außerdem moderierte er 1995 und 1996 monatlich die Sendung Ma’ kuck’n. Entdeckt wurde Raab von Aufnahmeleiter Marcus Wolter, der später auch die Fernsehshow TV total entwickelte. 1994 sang Raab in seiner Fernsehsendung Vivasion während der Berichterstattung zur Fußball-Weltmeisterschaft live einen Rap-Song über den damaligen deutschen Bundestrainer Berti Vogts. Kurz darauf veröffentlichten Stefan Raab & die Bekloppten dieses Lied unter dem Titel Böörti Böörti Vogts. Der Titel erreichte im Juli 1994 Platz vier der deutschen Hitparade. 1995 nahm Raab zusammen mit Bürger Lars Dietrich und Jürgen Drews eine Coverversion des Songs Ein Bett im Kornfeld auf. Diese Version erreichte Platz 27 der deutschen Singlehitparade.
Im März 1996 bekam Raab für das Lied Hier kommt die Maus, das zum 25. Geburtstag der Kinderfernsehsendung Die Sendung mit der Maus veröffentlicht wurde, eine Goldene Schallplatte. Das Lied stieg bis auf Platz zwei der deutschen Hitparade. Mit dem Echo 1997 erhielt er die Auszeichnung als bester nationaler Produzent des Jahres für sein Album Schlimmer Finger. Im gleichen Jahr moderierte Raab für den WDR/Eins Live regelmäßig die zweistündige Radio-Livesendung Raabio, eine Radio-Entertainment-Show mit Musik. Außerdem nahm Raab Telefon-Comedy-Folgen auf, bei denen er unter dem Pseudonym „Professor Hase“ Menschen anrief und hereinlegte.
Unter dem Pseudonym „Alf Igel“ – eine Anspielung auf Ralph Siegel – komponierte Raab im Frühjahr 1998 das Lied Guildo hat euch lieb! für Guildo Horn, der damit beim Eurovision Song Contest 1998 den siebten Platz von 25 Teilnehmern belegte. In der deutschen Singlehitparade erreichte der Song Platz vier. Raabs 1998 gegründete Unternehmung Raab TV war von 1998 bis 2008 eine 50-Prozent-Tochter der Brainpool TV GmbH, mit der er an der ehemaligen Aktiengesellschaft VIVA Media beteiligt war und für die er mit TV total Produkte und Produktionen promotete. Seit dem 31. Dezember 2008 ist Raab TV eine 100-Prozent-Tochter von Brainpool. Sie produziert mehrere Unterhaltungs-Sendungen wie beispielsweise elton.tv und Schlag den Star.

### TV total, Sondersendungen und Veranstaltung von Castingshows (1999–2015)

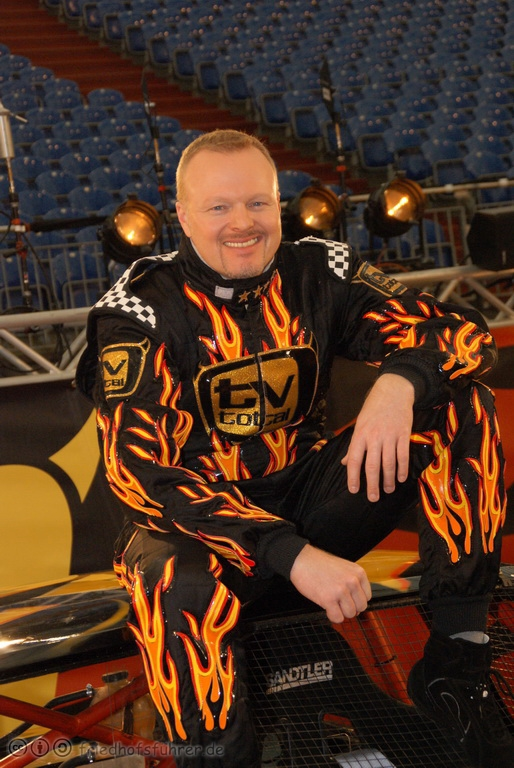
Stefan Raab bei der Stock Car Crash Challenge 2010

Von März 1999 bis Dezember 2015 moderierte Raab die Sendung TV total des Privatsenders ProSieben, die anfangs wöchentlich ausgestrahlt wurde und seit Frühjahr 2001 viermal pro Woche lief. Zudem organisierte und vermarktete Raab in unregelmäßigen Abständen Show-Veranstaltungen wie die Wok-Weltmeisterschaft, den Wettbewerb Schlag den Raab, das TV total Turmspringen, verschiedene Stockcar-Rennen, eine Reihe von Poker-Nächten, einen Eisfußball-Pokal und die Autoball-Europameisterschaft.
Nach dem Start von TV total benutzte Raab Samples verschiedener Fernsehausschnitte zur Komposition eigener Lieder. Zum Beispiel produzierte er im Sommer 1999 den Titel Ö La Palöma Blanca der Ö La Palöma Boys. Kurz danach folgte das Lied Maschen-Draht-Zaun, das mit Dreifach-Gold ausgezeichnet wurde. Im Mai 2000 nahm Raab mit dem Titel Wadde hadde dudde da? selbst am Eurovision Song Contest 2000 teil und erreichte Platz fünf. Im September 2000 produzierte er die Single Ho mir ma ne Flasche Bier, bei der ein Originalton des damaligen deutschen Bundeskanzlers Gerhard Schröder verwendet wurde. Im November 2001 komponierte, interpretierte und produzierte er den Song Wir kiffen. Im November 2002 schrieb er das Lied Gebt das Hanf frei!, bei dem er einen Ausspruch des deutschen Bundestagsabgeordneten Hans-Christian Ströbele benutzte.
| Jahr | Künstler     | Raabs Beteiligung                                                                                     | Platz |
| ---- | ------------ | --- | ----- |
| 1998 | Guildo Horn  | Komponist und Texter (als Alf Igel)                                                                   | 7     |
| 2000 | Stefan Raab  | Sänger, Komponist und Texter                                                                          | 5     |
| 2004 | Max Mutzke   | Entdecker, Komponist und Texter                                                                       | 8     |
| 2010 | Lena         | Initiator, Produzent und Jurypräsident von Unser Star für Oslo                                        | 1     |
| 2011 | Lena         | Produzent und Jurypräsident von Unser Song für Deutschland, Co-Moderator des Eurovision Song Contests | 10    |
| 2012 | Roman Lob    | Produzent und Jurypräsident von Unser Star für Baku                                                   | 8     |
| 2025 | Abor & Tynna | Produzent und Jurypräsident von Chefsache ESC 2025 – Wer singt für Deutschland?                       | 15    |

Raab machte für verschiedene Unternehmen Werbung, unter anderem 1996 für ültje, im Jahr 1999 für Katjes und 2001 für McDonald’s. Dabei warfen ihm Pressestimmen vor, er „verramsche“ sich, was Raab jedoch zurückwies. Im gleichen Jahr produzierte er unter dem Pseudonym Eddie Rodriguez für einen McDonald’s-Werbespot den Musiktitel Sensaçion, der Platz 30 in den deutschen Singlecharts erreichte.
Ende 2003 bis Anfang 2004 veranstaltete Raab den Casting-Wettbewerb SSDSGPS – Stefan sucht den Super-Grand-Prix-Star –, mit dem er einen Kandidaten für die deutsche Vorentscheidung zum Eurovision Song Contest 2004 suchte. Der Gewinner dieses Wettbewerbs, Max Mutzke, gewann auch die deutsche Vorentscheidung, womit Raab zum dritten Mal an einem deutschen Beitrag zum Eurovision Song Contest beteiligt war. Unter 24 Teilnehmern erreichte Max Mutzke den achten Platz, in der deutschen Hitparade gelang ihm direkt der Sprung auf Platz eins. Für das Konzept von SSDSGPS erhielt Raab im darauffolgenden Jahr den Adolf-Grimme-Preis.
Ebenfalls 2004 schrieb Raab mehrere Lieder für den Film (T)Raumschiff Surprise – Periode 1 von Michael „Bully“ Herbig, darunter den als Single erschienenen Song Space Taxi. Dieses Lied singt Raab zusammen mit Herbig, Christian Tramitz und Rick Kavanian. Aus dem Soundtrack des Films koppelte Raab im darauffolgenden Jahr die Single I Want Rock aus, die er unter dem Bandnamen Dicks on Fire veröffentlichte. Diese Gruppe besteht aus Raab, Rick Kavanian und Max Mutzke. Ebenfalls 2005 initiierte Raab in Anlehnung an den Eurovision Song Contest den Bundesvision Song Contest. Dabei trat jeder Teilnehmer für eines der 16 deutschen Bundesländer an. Nach eigener Aussage wollte Raab mit diesem Wettbewerb deutsche Musiker fördern. Daher sangen die Teilnehmer dieses Wettbewerbs ihre Texte in deutscher Sprache. Im gleichen Jahr moderierte Raab zusammen mit Gülcan Kamps die Veranstaltung zum zehnjährigen Jubiläum des Musikpreises Comet.
2007 produzierte Raab die Castingshow SSDSDSSWEMUGABRTLAD – Stefan sucht den Superstar, der singen soll, was er möchte und gerne auch bei RTL auftreten darf – bei der Stefanie Heinzmann gewann. 2010 suchte Raab in der achtteiligen Castingshow Unser Star für Oslo den deutschen Teilnehmer für den Eurovision Song Contest 2010. Raab war Juryvorsitzender der Castingshow, die eine Zusammenarbeit der Fernsehsender ProSieben und Das Erste war. Siegerin des Wettbewerbs wurde Lena Meyer-Landrut mit dem Lied Satellite. Raab produzierte anschließend ihr Debütalbum My Cassette Player. Am 29. Mai 2010 gewann Lena Meyer-Landrut den Eurovision Song Contest 2010 in Oslo. Die Sängerin wurde auch für den Eurovision Song Contest 2011 als Vertreterin Deutschlands bestimmt. In der dreiteiligen Fernsehshow Unser Song für Deutschland – wieder eine Zusammenarbeit von ProSieben und Das Erste – wurde aus zwölf Kompositionen das Lied für Lena gesucht. Raab, wiederum Juryvorsitzender, war an drei dieser Kompositionen beteiligt; er ist Koproduzent des im Februar 2011 veröffentlichten zweiten Albums der Sängerin, Good News. Per Televoting gewählt wurde jedoch keine Raab-Komposition, sondern das Lied Taken by a Stranger, mit dem Lena beim Eurovision Song Contest im Mai 2011 den zehnten von 25 Plätzen belegte. Moderiert wurde der Wettbewerb von Raab, Anke Engelke und Judith Rakers.
Nach dem Eurovision Song Contest 2011 erklärte Raab am 19. Mai 2011 seinen Rückzug von diesem Wettbewerb als Gastgeber, Vorsitzender der Jury, Komponist und Musikproduzent. Kurz vor dem Beginn der Show Unser Star für Baku, in der der deutsche Kandidat für den Eurovision Song Contest 2012 ermittelt wurde, verkündete er allerdings, dass er neben dem neuen Präsidenten Thomas D weiterhin als festes Jurymitglied beteiligt sei.
Von November 2012 bis September 2013 moderierte Stefan Raab die Polit-Talkshow Absolute Mehrheit. Anders als bei bekannten Sendungen dieser Art wurde per Telefonabstimmung ermittelt, welcher Gast seine Meinung am besten begründen konnte. Der Gewinner erhielt am Ende der Sendung einen Geldpreis. Im September 2013 war Raab, gemeinsam mit Anne Will, Maybrit Illner und Peter Kloeppel Moderator des Fernsehduells zwischen Angela Merkel und Peer Steinbrück. Darüber hinaus veranstaltete Raab, nach 2005 und 2009, zum dritten Mal in Folge eine TV Total-Sondersendung zur Bundestagswahl 2013, einen Tag vor dem Wahlsonntag.

### Ende der Karriere bei ProSieben (2015)
Am 17. Juni 2015 gaben Raab und ProSieben bekannt, dass der Entertainer seine TV-Karriere zum Ende des Jahres 2015 beenden werde. Laut Raab endete die Zusammenarbeit im besten Verhältnis. Der Spiegel kommentierte: „Raab unterliegt dem einzigen echten Gegner, den er je hatte: sich selbst.“ ProSieben-Chef Wolfgang Link betonte in der Mitteilung, dass Raab mit seinen Shows mehrere Generationen begeistert und die Samstagabendunterhaltung verändert habe.
Aufgrund seiner verschiedenen Sendungen gab Raab in mehreren Shows seinen Abschied. Die letzte Ausgabe von TV total wurde am 16. Dezember 2015 ausgestrahlt. Am 19. Dezember 2015 hatte er in der 55. Ausgabe von Schlag den Raab seinen vorerst letzten öffentlichen Fernsehauftritt, bei dem er sich mit einer Big-Band-Version von Whitney Houstons One Moment in Time und einer rockigen Version von Chuck Berrys Run Rudolph Run, beides mit den Heavytones gespielt, verabschiedete. 2016 wurden mit Schlag den Star bzw. Schlag den Henssler und Die große ProSieben PokerStars.de-Nacht einige seiner Formate weitergeführt.

### Pause der TV-Auftritte (2015–2024)
Stefan Raab behielt nach seinem Karriereende zunächst seinen Anteil von 12,5 % an der Produktionsfirma Brainpool. 2018 verkaufte er seine Anteile an die Banijay Group, die damit die Anteilsmehrheit an Brainpool erhielt. Raab hält seit 2018 zehn Prozent der Unternehmensanteile der Banijay Germany GmbH (weitere zehn Prozent halten Marcus Wolter und 80 Prozent die Banijay Group), die mit ihren 100-prozentigen Tochterunternehmen wie Brainpool bzw. Raab TV viele Fernsehformate in Deutschland produzieren, wie die ab 2018 bei ProSieben ausgestrahlte Unterhaltungsshow Das Ding des Jahres.
Die Shows Schlag den Besten, die auf Schlag den Raab basiert, Schlag den Star, die Headis Team-WM, 1:30 mit Teddy Teclebrhan, FameMaker und Teddy gönnt dir produzierte er ebenso. Im Mai 2020 wurde erstmals der von Raab initiierte und produzierte Free European Song Contest auf ProSieben ausgestrahlt. Die Late-Night-Show Täglich frisch geröstet wurde ebenfalls von Raab produziert und startete im November 2020 auf TVNOW von RTL interactive.
Von 2021 bis 2023 produzierte er die von Sebastian Pufpaff moderierte Neuauflage der Sendung TV total. Von 2022 bis 2024 produzierte er eine Neuauflage des Turmspringens für RTL. Zudem verantwortet er auch eine Neuauflage der TV total Wok-WM. Die ursprünglich bei ProSieben gesendeten Formate Blamieren oder Kassieren und Schlag den Besten werden seit Herbst 2023 bzw. seit Frühjahr 2024 bei RTL ausgestrahlt.
2018 trat Raab dreimal mit seiner Show Stefan Raab live! mit den durch TV total bekannten Heavytones in der Kölner Lanxess Arena auf. Gäste waren unter anderem Herbert Grönemeyer, Helge Schneider, Carolin Kebekus, Max Mutzke, Sido, Luke Mockridge, Stefanie Heinzmann, Teddy Teclebrhan und Die Toten Hosen. Seit seinem vorläufigen Rückzug trat er zunächst bis 2024 nicht mehr im Fernsehen auf, sondern agierte ausschließlich operativ als Produzent von Raab TV. 2018 gründete er die Veranstaltungsfirma Laheif GmbH.
Zum Jahresende 2023 lief der gemeinsame Vertrag von Raab und Brainpool aus. Brainpool behält alle Rechte an den von Raab entwickelten Fernsehformaten sowie die Rechte am Katalog mit über 4000 Programmstunden. Die Anteile an dem Tochterunternehmen Brainpool Entertainment, das bis Februar noch unter dem Namen Raab TV firmierte, behält er vorerst. Raab produzierte außerdem noch in Zusammenarbeit mit Brainpool die im Februar 2024 ausgetragene Show American Ice Football. Wie beim Deutschen Eisfußball-Pokal traten die Teilnehmer in der eigentlichen Sportart auf einer Eisfläche an und trugen Bowlingschuhe.
Anfang 2024 gründete er gemeinsam mit Daniel Rosemann die Produktionsfirma Raab Entertainment. Nach Angaben des Medienmagazins DWDL stellt RTL dem Unternehmen ein Produktionsvolumen von 90 Mio. Euro zur Verfügung. Das Unternehmen produzierte für RTL anlässlich der Fußball-EM 2024 Das RTL EM-Studio, welches täglich ausgestrahlt wurde.

### Comeback bei RTL (2024)
Im April 2024 verkündete Raab, dass er in einem erneuten Boxkampf gegen Regina Halmich antreten werde, gegen die er im Rahmen seiner früheren Shows bereits zweimal in den Ring gestiegen war. Bis September 2024 veröffentlichte Raab in unregelmäßigen Abständen kurze Comedy-Videos, in denen er u. a. mit Pamela Reif und Michael „Bully“ Herbig in humoristischen Einspielern seine Form für den Kampf trainierte. Am 14. September 2024 veranstaltete RTL den dritten Promiboxkampf zwischen Raab und Halmich, der im Düsseldorfer PSD Bank Dome stattfand und unter dem Titel Der Clark Final Fight live von RTL übertragen wurde. Damit trat Raab erstmals seit dem vorläufigen Ende seiner aktiven Fernsehkarriere knapp neun Jahre zuvor wieder vor die TV-Kamera.
Moderiert wurde das rund dreistündige Event von Elton sowie von Laura Wontorra und Frank Buschmann; letzterer kommentierte auch den Kampf, den Halmich nach Punkten gewann. In Raabs Einmarsch sang er gemeinsam mit Sido und Ski Aggu sein Lied Pa aufs Maul, das sich eine Woche lang in den deutschen Singlecharts platzierte. Die Übertragung verfolgten rund 5,9 Millionen Zuschauer; in der Spitze des Boxkampfes stieg die Zuschauerzahl auf acht Millionen an. Nach dem Kampf gab Raab bekannt, mit neuen Shows ins Fernsehen vor der Kamera zurückzukehren; diesmal mit einem fünfjährigen Exklusivvertrag bei der Mediengruppe RTL Deutschland.

### Neue Shows und Rückkehr zum ESC (seit 2024)
Von September 2024 bis Juni 2025 moderierte er die Sendung Du gewinnst hier nicht die Million, die wöchentlich von RTL ausgestrahlt wurde. Im Zuge dessen produzierte er die Single Rambo Zambo (Was is Bubatz?), wobei er für die Ausgestaltung des Liedes einen Originalton von Friedrich Merz verwendete. Als Produzent verantworten er und seine Produktionsfirma seit November 2024 die Spielshow Eltons 12. Im Dezember startete bei RTL die Spielshow Stefan & Bully gegen irgendson Schnulli mit Michael „Bully“ Herbig als Kandidat und Elton als Moderator. Eine zweite Ausgabe erfolgte im März 2025; eine dritte ist für August 2025 angekündigt. Im Februar 2025 startete die Show Raabs Pokernacht mit GGPoker.de, in der Raab an der Seite von Prominenten und ausgewählten Kandidaten, sowie einem Wildcard-Gewinner um einen Geldbetrag Texas Hold’em spielt.
2025 war Raab erneut an der deutschen Vorentscheidung des Eurovision Song Contest beteiligt und veranstaltete die vierteilige Castingshow Chefsache ESC 2025 – Wer singt für Deutschland?, in der er als leitender Juror an der Seite von u. a. Yvonne Catterfeld und Max Mutzke die Vorauswahl der Teilnehmer traf. Den Wettbewerb gewann das Duo Abor & Tynna mit dem Lied Baller. Sie erreichten beim Eurovision Song Contest 2025 in Basel den 15. Platz. Im Mai 2025 wurde von der ARD Stefan Raab: Mein ESC. Chefsache Abor & Tynna veröffentlicht, eine dreiteilige Dokumentation über Raabs Wirken beim Eurovision Song Contest im Laufe der Jahre. Zudem wurde nach dem Ende von Du gewinnst hier nicht die Million seitens RTL eine neue wöchentliche Show mit Raab ab Herbst 2025 angekündigt.
Für den Kinofilm Das Kanu des Manitu steuerte er gemeinsam mit Herbig das Lied Weil wir so supergeil drauf sind und mit Max Mutzke die EP Bitte lass das Licht an bei.

## Rezeption

### Auszeichnungen
Raab wurde für seine Leistungen in der Musik- und Fernsehunterhaltung mit einer Reihe von Preisen ausgezeichnet. Beispielsweise wurde ihm mehrmals der ECHO und die Goldene Kamera verliehen; zudem erhielt er den Bayerischen und den Deutschen Fernsehpreis, den Bambi und den Adolf-Grimme-Preis.
Als Komponist und Musikproduzent veröffentlichte Raab verschiedene Singles, die mit Gold oder Platin ausgezeichnet wurden.
Seit April 2009 stellt Madame Tussauds Wachsfigurenkabinett in Berlin eine Wachsfigur Raabs aus, die an einem dem Original nachempfundenen Pult vor der Kulisse des TV-total-Studios sitzt.
Die folgende Tabelle gibt einen Überblick über Raabs Auszeichnungen im Bereich Fernsehen.
| Jahr | Auszeichnung                          | Kategorie |
| ---- | ------------------------------------- | --- |
| 1995 | Goldene Stimmgabel                    | |
| 1996 | Goldener Löwe                         | Bestes Jugendprogramm für Vivasion |
| 1997 | RSH-Gold                              | Erfolgreichster TV Song des Jahres für Hier kommt die Maus |
| 1997 | ECHO                                  | Nationaler Produzent |
| 1999 | Deutscher Comedypreis                 | Beste Moderation für TV total |
| 1999 | Deutscher Fernsehpreis                | Beste Unterhaltungssendung für TV total |
| 2000 | ECHO                                  | Nationaler Produzent |
| 2000 | Goldener Bravo Otto                   | Comedystar |
| 2000 | RSH-Gold                              | Erfolgreichster TV-Song des Jahres für Maschen-Draht-Zaun |
| 2000 | Romy                                  | Beste Programmidee für TV total |
| 2001 | Bronzene Rose von Montreux            | Variete für TV total |
| 2001 | Goldener Bravo Otto                   | Comedystar |
| 2002 | Goldener Bravo Otto                   | Comedystar |
| 2003 | Goldener Bravo Otto                   | Comedystar |
| 2004 | Bronzener Bravo Otto                  | Comedystar |
| 2004 | Comet                                 | Bester Filmsong für Space Taxi |
| 2004 | Goldene Kamera                        | Bester TV-Entertainer |
| 2005 | Adolf-Grimme-Preis                    | Spezial „für die Entdeckung und Förderung von Musiktalenten durch SSDSGPS – Ein Lied für Istanbul“ |
| 2005 | Deutsch-Türkischer Freundschaftspreis | |
| 2005 | ECHO                                  | Nationaler Produzent und Medienpartner des Jahres |
| 2006 | Goldener Prometheus                   | Coup des Jahres für die TV total Bundestagswahl zusammen mit Peter Limbourg |
| 2007 | Bronzener Bravo Otto                  | Comedystar |
| 2007 | Deutscher Fernsehpreis                | Beste Unterhaltungssendung für Schlag den Raab |
| 2008 | Bambi                                 | Entertainment |
| 2008 | Goldene Kamera                        | Unterhaltung zusammen mit Matthias Opdenhövel |
| 2008 | Live Entertainment Award              | Nachwuchsförderung des Jahres |
| 2009 | Goldene Henne                         | Fernseh-Innovation |
| 2009 | Bronzener Herbert                     | Beste TV-Sportsendung für das TV total Turmspringen |
| 2009 | Romy                                  | Beste Programmidee für Schlag den Raab |
| 2010 | 1Live Krone                           | Verdienste als Entertainer und Musikproduzent |
| 2010 | Bayerischer Fernsehpreis              | Initiator und Jurypräsident von Unser Star für Oslo |
| 2010 | Deutscher Comedypreis                 | Beste Late-Night-Show für TV total |
| 2010 | Deutscher Fernsehpreis                | Beste Unterhaltungssendung für Unser Star für Oslo |
| 2010 | Deutscher Fernsehpreis                | Besondere Leistung Unterhaltung als bester Entertainer des Jahres |
| 2011 | ECHO                                  | Medienpartner des Jahres für Unser Star für Oslo zusammen mit Brainpool, der ARD und ProSieben |
| 2011 | Deutscher Fernsehpreis                | Beste Unterhaltungssendung für den Eurovision Song Contest 2011 |
| 2011 | Deutscher Fernsehpreis                | Publikumspreis als bester Entertainer des Jahres |
| 2012 | Rose d’Or                             | Innovation Rose für Raabs langjähriges und überaus ideenreiches TV-Schaffen |
| 2012 | Rose d’Or                             | Goldene Rose in der Kategorie Live Event Show für den Eurovision Song Contest 2011 |
| 2013 | Deutscher Comedypreis                 | Bestes Comedyevent für Die große TV total Prunksitzung |
| 2015 | Deutscher Comedypreis                 | Ehrenpreis (Anmerkung: Der Ehrenpreis des Comedypreises wird ohne vorherige Nominierung vom Veranstalter der Preisverleihung, der Köln Comedy Festival GmbH, verliehen. Diese ist eine hundertprozentige Tochtergesellschaft der Produktionsfirma von Raabs Fernsehsendungen, Brainpool.) |

### Kritik
Raab gilt in der öffentlichen Wahrnehmung als umstritten. Beispielsweise wurde ihm vorgeworfen, sein Humor gehe auf Kosten schwächerer oder medienunerfahrener Menschen. Auch bediene Raab sich bestehender Vorurteile gegenüber gesellschaftlichen Randgruppen, verstärke sie durch seine herabsetzende Art sogar. „Was Raab hier macht, ist Unterhaltung nach dem Motto: Je niedriger die Schublade, desto höher die Quote“, sagte beispielsweise der ehemalige stellvertretende CDU/CSU-Fraktionsvorsitzende Wolfgang Bosbach.
Raab wurde auch vorgeworfen, er greife immer wieder das Persönlichkeitsrecht anderer an, während er jedoch seine eigene Familie seit Mitte der 1990er Jahre streng vor der Öffentlichkeit abschirme. Raab argumentierte dagegen, dass seine satirischen Darstellungen sich auf Menschen bezögen, die ihre Persönlichkeit und ihr Privatleben freiwillig in die Öffentlichkeit trügen und sich damit zum legitimen Objekt von Satire machten. Im Jahr 1999 benutzte Raab eine Äußerung von Regina Zindler, die sie in der Sendung Richterin Barbara Salesch machte, für sein Lied Maschen-Draht-Zaun. Durch das Lied und durch eigenes Zutun erhielt Zindler eine vorübergehende Medienpräsenz, die sie schließlich veranlasste, ihren Wohnort zu wechseln. Sie erhielt 10 Pfennig pro verkaufter Single, insgesamt wurden 1 Mio. Singles verkauft.
Im Jahr 2002 zeigte Raab ein aus dem Zusammenhang gerissenes Zitat der Autorin Erika Riemann, die sich dadurch verunglimpft fühlte. Für Aufsehen sorgte Raab, als er 2005 in einem Beitrag seiner Fernsehsendung TV total sagte, Sachsen sei so beliebt, dass einmal tausend Engländer auf einmal zu Besuch gekommen seien. Dies war eine Anspielung auf die Luftangriffe auf Dresden, bei denen im Jahr 1945 zwischen 22.700 und 25.000 Menschen getötet worden waren. Raab entschuldigte sich in einer schriftlichen Stellungnahme für die Äußerung, nachdem sich Sachsens damaliger Ministerpräsident Georg Milbradt mit den Worten „kein Dresdner, kein Sachse und kein Deutscher hat für diese bodenlose Geschmacklosigkeit Verständnis“ beim Fernsehsender ProSieben beschwert hatte.
Nachdem der Fernsehsender RTL im Jahr 2007 Max Buskohl, einem Kandidaten von Deutschland sucht den Superstar, verboten hatte, in Raabs Fernsehsendung aufzutreten, präsentierte Raab ihn mit dem Kommentar „Seit 196 Tagen Gefangener von R. T. L.“ Damit spielte er auf die Schleyer-Entführung durch die Rote Armee Fraktion (RAF) im Jahr 1977 an. Die Entführer hatten damals ein Foto Hanns Martin Schleyers mit dem Schriftzug „Seit 20 Tagen Gefangener der R. A. F.“ veröffentlicht. Nach diesem Vorfall warf die Boulevardzeitung Bild Raab vor, die Opfer der RAF zu verhöhnen und festigte so Raabs Ruf als Provokateur: „Raab ist das Böse im deutschen Fernsehen.“ Seit 2004 gibt Raab der Bild-Zeitung keine Interviews mehr.
Der Künstler Serdar Somuncu wies 2015 in seinem Buch Der Adolf in mir: Die Karriere einer verbotenen Idee sowie in einem Gespräch mit Mely Kiyak bei der Körber-Stiftung am 5. November desselben Jahres auf eine bis dahin ständige Zensur gegenüber seiner Kunst in deutschen Fernsehunterhaltungssendungen hin, bei der die Sendungen Stefan Raabs die einzige Ausnahme gebildet hätten.
2024 machte Raab sich in seiner Fernsehsendung Du gewinnst hier nicht die Million über das Übergewicht der damaligen Grünen-Vorsitzenden Ricarda Lang lustig. Das Nachrichtenportal Watson warf Raab vor, mit seinen Witzen „populistische Vorurteile“ zu bedienen.

### Klagen
Im Laufe seiner Karriere wurden zahlreiche Klagen gegen Raab erhoben, von denen einige auch der Öffentlichkeit bekannt wurden.
Raab gewann einen Prozess gegen den Musiker und Produzenten Moses Pelham. Raab hatte Pelham 1997 in einer Sendung mit „Möschen“ tituliert, unter anderem Interviews und Videoclips verulkt und die Zuschauer aufgefordert, gebastelte Moses-P-„Köpfe“ in die Sendung zu schicken. Pelham gab Raab hinter den Kulissen der Echoverleihung 1997 einen Kopfstoß ins Gesicht und brach ihm dabei das Nasenbein. Raab wurde ein Schmerzensgeld von 10.000 DM zugesprochen.
2001 machte sich Raab in seiner Fernsehsendung TV total über den Namen der damals 16-jährigen Schülerin Lisa Loch lustig und sagte ihr unter anderem gute Chancen im Pornogeschäft voraus. Daraufhin verklagte die Schülerin Raab und gab an, infolge dieser „derben Späße“ obszöne nächtliche anonyme Anrufe zu erhalten und dem Spott ihrer Mitschüler und den Beleidigungen von Passanten ausgesetzt zu sein. Das Oberlandesgericht Hamm verurteilte Raab schließlich wegen schwerwiegender Verletzung der Persönlichkeitsrechte zu 70.000 Euro Schadensersatz.
Im September 2004 zeigte Raab in seiner Fernsehsendung einen Ausschnitt der hr-Nachrichten Hessen-Aktuell, in der eine damals 28-jährige Mutter aus Frankfurt zu sehen war, die die Schultüte ihrer gerade eingeschulten Tochter in der Hand hielt. Er kommentierte die Szene mit den Worten: „Unfassbar, oder? Die Dealer tarnen sich immer besser“, worauf er von der Mutter verklagt wurde. Nachdem die Klägerin zunächst mehrere Gerichts- und Berufungsverfahren verloren hatte, nahm sie in einem – auf eine Verletzung des Rechts am eigenen Bild gerichteten – Parallelverfahren ein Vergleichsangebot des Gerichts in Höhe von 20.000 Euro zusammen mit einem Entschuldigungsschreiben an und zog im Gegenzug diese Klage zurück.
Im Juni 2008 wurden Raab und die Produktionsgesellschaft Brainpool vom Bundesgerichtshof zur Zahlung einer Lizenzgebühr von 1278,23 Euro pro angefangener Minute an die ARD verurteilt. Grund dafür war die Ausstrahlung eines 20-sekündigen Ausschnitts des Hessischen Rundfunks in seiner Fernsehsendung TV total. Im Juli 2008 verklagte der NDR die Produktionsgesellschaft Brainpool auf 568.000 Euro, weil in Raabs Sendung TV total insgesamt 309 Ausschnitte aus NDR-Produktionen gezeigt worden waren.

## Beteiligung an Fernsehshows

### Moderationen
- 1993–1998: Vivasion, VIVA
- 1995–1996: Ma’ kuck’n, VIVA
- 1999–2015: TV total, ProSieben
- 2005–2015: Bundesvision Song Contest, ProSieben
- 2009; 2014–2015: Schlag den Star, ProSieben
- 2011: Eurovision Song Contest, ARD
- 2012–2013: TV total Quizboxen, ProSieben
- 2012–2013: Absolute Mehrheit, ProSieben
- 2013: TV total Prunksitzung, ProSieben
- 2013: Das TV-Duell – Merkel gegen Steinbrück, ProSieben
- 2024–2025: Du gewinnst hier nicht die Million bei Stefan Raab, RTL

### Gast / Kandidat
- 1999–2013: Wetten, dass..?, ZDF
- 2001: TV total Boxen Extra, ProSieben
- 2002: TV total on Ice, ProSieben
- 2003–2015: TV total Wok-WM, ProSieben
- 2004–2015: TV total Turmspringen, ProSieben
- 2005–2015: TV total Stock Car Crash Challenge, ProSieben
- 2006–2015: Schlag den Raab, ProSieben
- 2006: TV total Parallelslalom, ProSieben
- 2007: McFit Fight Night, ProSieben
- 2008–2014: TV total Autoball, ProSieben
- 2009–2015: Deutscher Eisfußball-Pokal, ProSieben
- 2010–2012, 2025: Deutsche ESC-Vorentscheidung, ProSieben / ARD / RTL / NDR
- 2010–2013: Schlag den Star, ProSieben
- 2024: Der Clark Final Fight Stefan Raab vs. Regina Halmich, RTL
- 2024: Eltons 12, RTL
- seit 2024: Stefan & Bully gegen irgendson Schnulli, RTL
- seit 2025: Raabs Pokernacht mit GGPoker.de, RTL
- 2025: Let’s Dance, RTL
- 2025: Stefan Raab: Mein ESC. Chefsache Abor & Tynna (Dokumentation), ARD

### Show-Produktionen
- 2016–2023: Schlag den Star, ProSieben
- 2018–2020: Das Ding des Jahres, ProSieben
- 2019: Die Headis Team-WM, ProSieben
- 2019: 1:30, ProSieben
- seit 2019: Schlag den Besten, ProSieben (bis 2022) / RTL
- 2020–2021: Free European Song Contest, ProSieben
- 2020: FameMaker, ProSieben
- 2020–2021: Täglich frisch geröstet, TVNOW / RTL
- 2020: Teddy gönnt dir!, ProSieben
- 2021–2023: TV total, ProSieben
- 2021: Helene Fischer – Ein Abend im Rausch, Sat.1
- 2022–2023: RTL Turmspringen, RTL
- 2022–2023: TV total Wok-WM, ProSieben
- 2022: TV total Autoball, ProSieben
- 2023: Blamieren oder Kassieren, RTL
- 2024: American Ice Football, RTL
- 2024: Das RTL EM-Studio – Alle Spiele, Tore, Emotionen, RTL
- seit 2024: Eltons 12, RTL
- 2025: Chefsache ESC 2025 – Wer singt für Deutschland?, RTL / NDR
- seit 2025: Raabs Pokernacht mit GGPoker.de, RTL

## Diskografie
Studioalben

| Jahr | Titel Musiklabel                                     | Höchstplatzierung, Gesamtwochen, AuszeichnungChartplatzierungen (Jahr, Titel, Musiklabel, Platzierungen, Wochen, Auszeichnungen, Anmerkungen) | Höchstplatzierung, Gesamtwochen, AuszeichnungChartplatzierungen (Jahr, Titel, Musiklabel, Platzierungen, Wochen, Auszeichnungen, Anmerkungen) | Höchstplatzierung, Gesamtwochen, AuszeichnungChartplatzierungen (Jahr, Titel, Musiklabel, Platzierungen, Wochen, Auszeichnungen, Anmerkungen) | Anmerkungen                                             |
| Jahr | Titel Musiklabel                                     | DE | AT | CH | Anmerkungen                                             |
| ---- | ---------------------------------------------------- | --- | --- | --- | ------------------------------------------------------- |
| 1993 | Get Ready UBM Media (UBM)                            | — | — | — | Erstveröffentlichung: 1993                              |
| 1995 | Stefan Raab & die Bekloppten Ultrapop Records (Edel) | — | — | — | Erstveröffentlichung: 1995                              |
| 1997 | Schlimmer Finger Rare Records (BMG Ariola)           | — | — | — | Erstveröffentlichung: 24. November 1997                 |
| 1998 | Prof. Hase Rare Records (BMG Ariola)                 | DE49 (7 Wo.)DE | — | — | Erstveröffentlichung: 2. Juni 1998                      |
| 2000 | TV Total – Das Album Rare Records (Edel)             | DE2 Gold · (13 Wo.)DE | AT43 (3 Wo.)AT | CH20 (6 Wo.)CH | Erstveröffentlichung: 13. März 2000 Verkäufe: + 150.000 |

## Trivia
- Dass der Öffentlichkeit über Raabs Privatleben so gut wie nichts bekannt ist, inspirierte den Liedermacher Friedemann Weise zu einem Lied mit dem Titel Das Privatleben von Stefan Raab.[79]
- Obwohl Raab gemäß eigener Aussage keine Noten lesen kann, hat er seit frühen Jahren verschiedene Instrumente gelernt, u. a. Ukulele, Gitarre, Bass, Keyboard, Akkordeon, Schlagzeug und Saxophon. Mit jedem dieser Instrumente ist Raab mindestens einmal öffentlich aufgetreten.
- Am 9. November 2002 kommentierte Raab, nachdem er von Monica Lierhaus eingeladen worden war, neben Marcel Reif im Münchner Olympiastadion ein Spiel des 12. Spieltages der Fußball-Bundesliga.[80]
- Anfang Juni 2013 kam ein von Raab entwickelter und zum Patent angemeldeter Duschkopf mit dem Namen Doosh auf den Markt. Produktion und Vertrieb erfolgten in Zusammenarbeit mit dem Unternehmen Butlers.[81] Der Duschkopf kann sowohl einen konzentrierten Wasserstrahl als auch einen breitgefächerten Wasservorhang erzeugen.[82]
- In der ZDF-Sendung heute-show vom 11. Dezember 2015 hatte er einen textlosen Cameoauftritt in der Rubrik von Gernot Hassknecht.
- Zusammen mit Andreas Scheuermann war Raab seit etwa 2007 zu 12,5 Prozent am Kölner Produktionsunternehmen Brainpool beteiligt. Er verkaufte die Anteile 2018.[83]
- Im Rahmen von Raabs Comeback 2024 wurde medial über die Bedeutung der in Promovideos veröffentlichten Abkürzung NWSDWH spekuliert. Später gab Raab an, dass die Buchstaben zuvor die Abkürzung des Titels seiner neuen Show hätten darstellen sollen, der Titel jedoch später wieder geändert worden sei. Raab sagte zudem, die Buchstabenfolge zunächst nur gewählt zu haben, weil sie ihm gut gefallen habe.[84]
- Im Februar 2025 erregte Raab Aufmerksamkeit, als er in die Live-Aufzeichnungen der Börsensendung von N-tv und dem RTL-Mittagsmagazin Punkt 12 platzte und die Moderatoren Etienne Bell und Katja Burkard unerwartet in Gespräche verwickelte und mitunter Fragen zur Bundestagswahl 2025 stellte.[85]
- Am 14. März 2025 hatte Raab einen kurzen Gastauftritt in der RTL-Tanzshow Let's Dance, wo er mit Patricija Ionel spontan einen Discofox aufführte.[86]
- Die CDU postete am 1. April 2025 im Rahmen eines Aprilscherzes die vermeintliche Ankündigung, Raab würde gemeinsam mit Friedrich Merz mit dem Lied Rambo Zambo (Was is Bubatz?) beim Eurovision Song Contest 2025 für Deutschland antreten.[87]